# Multiagentensystem
Bei einem Multiagentensystem oder MAS handelt es sich um ein System aus mehreren gleichartigen oder unterschiedlich spezialisierten handelnden Einheiten, auch Software-Agenten, die kollektiv ein Problem lösen.
Multiagentensysteme existieren sowohl in der Biologie (natürliche Multiagentensysteme) als auch in der IT-Technik. Eine Beispielfamilie biologischer Multiagentensysteme stellen Ameisenstaaten dar. Einige der in Ameisenstaaten ablaufenden Algorithmen (Ameisenalgorithmen) stellen heuristische Lösungsverfahren für komplexe Optimierungsaufgaben dar und sind neben ihrem grundsätzlichen Interesse innerhalb der Theoretischen Biologie auch ein Vorbild bei der Optimierung technischer Prozesse. Man spricht auch von verteilter Intelligenz, im Bereich der Technik von verteilter künstlicher Intelligenz oder DAI (distributed artificial intelligence).
Außerhalb Europas, insbesondere in den USA, hat sich für MAS die Bezeichnung Agent-based Modeling bzw. Simulation (ABM) durchgesetzt. Der Begriff wird auch für eine besondere Art der Wissenslogik gebraucht. In der Wissenslogik bezeichnet man die Träger des jeweils modellierten Wissens (bspw. Menschen, Spieler, Prozessoren) als „Agenten“. Zu beachten ist, dass sich Systeme mobiler Agenten (Mobile Agentensysteme) häufig ebenfalls MAS abkürzen. Mobile Agenten sind Softwareagenten, bei denen die Verlegung der Ausführung auf andere Knoten in einem Netz besondere Bedeutung findet.

## Multiagentensysteme in der Technik
Multiagentensysteme sind eine mögliche Art der Ausprägung von Eigenschaften und der Architektur von Agentenanordnungen. Allgemein gesprochen, sind sie ein Forschungsgebiet der Verteilten Künstlichen Intelligenz, das sich damit beschäftigt, wie autonome, verteilte und „intelligente“ Systeme als Einheit ihr spezifisches Wissen, ihre Ziele, Fähigkeiten und Pläne abstimmen, um koordiniert zu handeln oder Probleme zu lösen.
Es gibt z. B. kollaborative Agentensysteme, die in ihrer Architektur bewusst verteilt werden, um dadurch flexibler und zuverlässiger Aufgaben zu erfüllen als ein einzelnes, lokales System. Es kann aus der Interaktion der Aktoren heraus ein Problem lösen, wozu eine einzelne Einheit nie in der Lage wäre. Diese Einheiten sind jede für eine Aktivität verantwortlich, eine übergeordnete Kontrolle ist nicht nötig und sie finden gemeinsam durch selbstorganisierte Abstimmung Lösungswege.
Kurze Erklärung der Agententypen:
- Kollaborative Agenten: Ziele werden durch Zusammenarbeit und Verhandlungen mit anderen Agenten erreicht, meist als Multiagentensysteme aufgebaut. Kooperativität und Autonomie stehen im Vordergrund, sie sind aber oft auch selbstlernend.[4]
- Interface Agenten: Kommunizieren meist mit einem Menschen als Systembenutzer. Helfen auch im Internet, Angebote zu finden und spezialisiert zu verhandeln. Nicht zu diesen Agenten gehören Hilfe-Assistenten.
- Smarte Agenten: Haben alle Eigenschaften und sind in der Lage, die verschiedensten Aufgaben zu bewältigen.

Die wesentlichen Typen der Kommunikation in Multiagentensystemen sind:
- Punkt-zu-Punkt
- Broadcast
- Ankündigung
- Signal

Die meist verwendete Nachrichtenform in dynamischen Netzwerken ist das Broadcasting, so dass alle Agenten jede Nachricht erhalten und dann entscheiden, ob und wie sie in Aktion treten.

### Kooperation und Koordination
Aus der Unlösbarkeit des Gesamtproblems durch einen einzelnen Agenten heraus ist eine Kooperation zwischen den Agenten notwendig. Im Falle von verschiedenartiger Aufgabenstellung müssen die Aktionen in ihrem zeitlichen Ablauf koordiniert und geplant werden, um effektiv und effizient zu bleiben. Wird eine Aufgabe von einem Agenten angenommen, muss dieser auch sofort diese Information zurückgeben, damit nicht mehrere Agenten das Gleiche tun wollen und sich im Extremfall gegenseitig behindern. Treten zum Beispiel Wartezeiten auf, muss auch das mit berücksichtigt werden.
Es gibt zusätzliche Aufgaben, die nicht direkt produktiv, sondern organisatorischer Art und notwendig sind, sobald mehrere autonome Agenten in einer gemeinsamen Umgebung ihre eigenen Ziele verfolgen. Entstehen beispielsweise Zielkonflikte, können diese durch Koordinationsmechanismen gelöst werden. Insbesondere zählen automatisierte Verhandlungen zwischen Software-Agenten zu den geeigneten organisatorischen Koordinationsmechanismen, um Transaktionskosten zu senken.

### PAGE-Beschreibung
Agenten können auch mittels PAGE (Akronym für percepts, actions, goals, environment = Wahrnehmungsinhalte, Aktionen, Ziele, Umwelt) beschrieben werden.

### BDI-Beschreibung
Eine andere Charakterisierung benutzt das Akronym BDI, das für beliefs, desires und intentions steht.

### Anwendungen
RoboCup, Webcrawler, Produktionsplanung und -steuerung, Software-Agent, Multi-Agenten-Simulation